# Rue Serpollet
La rue Serpollet est une voie du 20e arrondissement de Paris, en France.

## Situation et accès

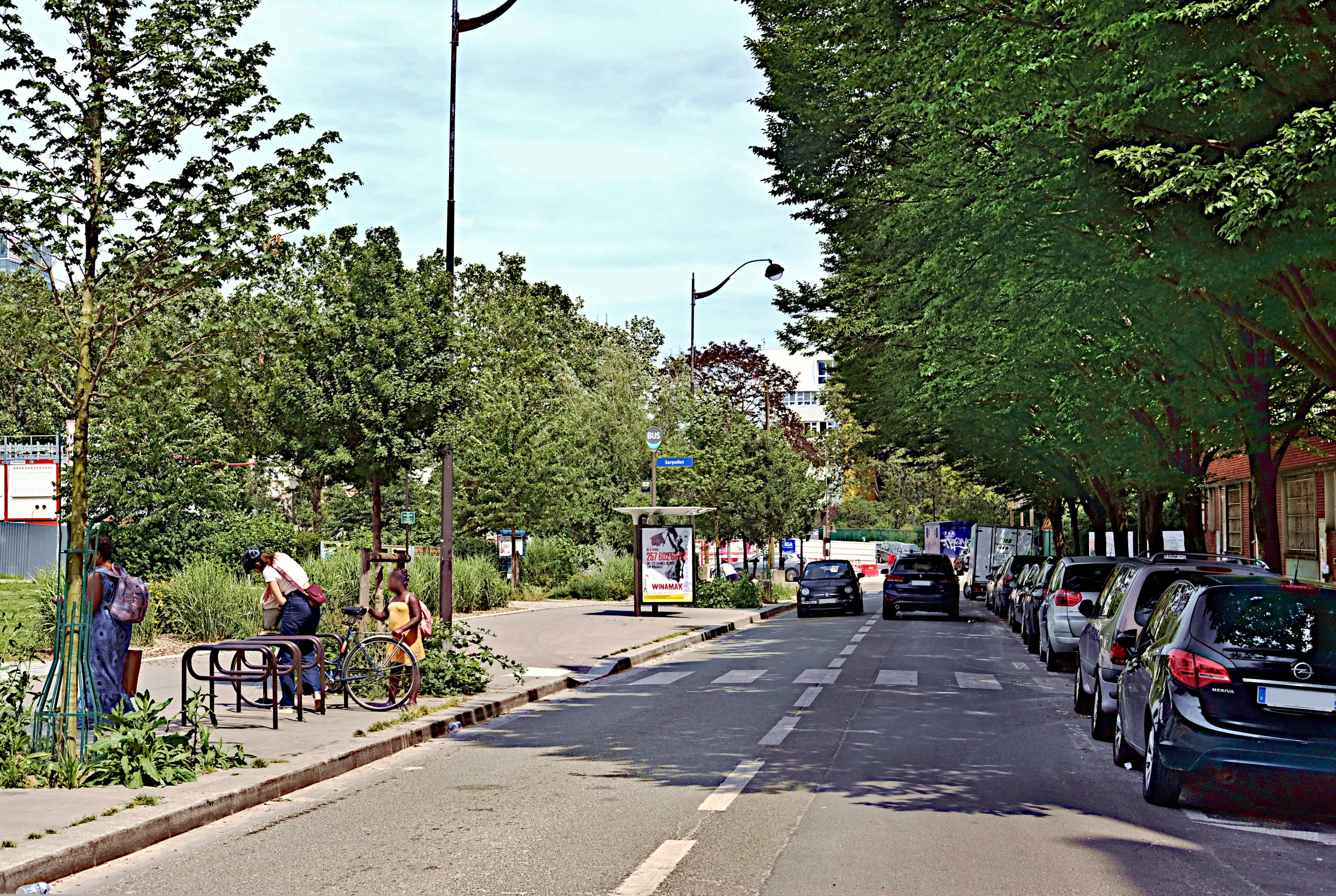
La rue Serpollet vue du boulevard Davout en 2024 (à gauche le jardin Nicole-Maestracci).

La rue Serpollet est une voie située dans le 20e arrondissement de Paris. Elle débute au 132, boulevard Davout et se termine en impasse. Cette voie longe le jardin Nicole-Maestracci.
Le quartier est desservi par la ligne 3 à la station Porte de Bagnolet.

## Origine du nom

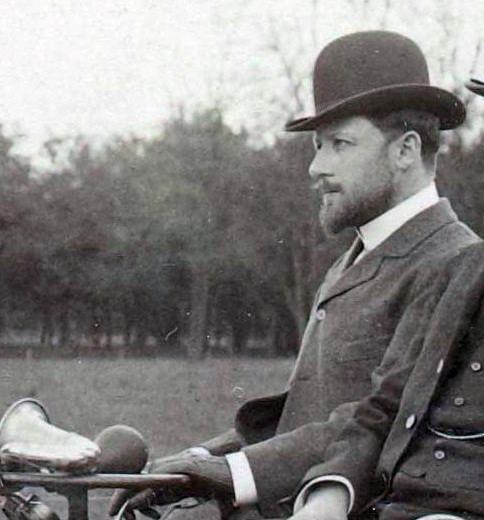
Léon Serpollet en 1900.

Cette rue porte le nom de Léon Serpollet (1858-1907), industriel français, pionnier de l'automobile.

## Historique
La partie de la voie située entre le boulevard Davout et la rue Louis-Lumière a été ouverte par un arrêté du 11 octobre 1932 et a pris sa dénomination actuelle par un arrêté du 10 février 1933 sur l'emplacement du bastion no 14 de l'enceinte de Thiers.
La partie située entre la rue Louis-Lumière et la rue Henri-Duvernois a été ouverte sur la zone non ædificandi sous le nom provisoire de « voie C/20 » avant de prendre sa dénomination actuelle sur l'ensemble de la voie par un arrêté du 21 mai 1956.

## Bâtiments remarquables et lieux de mémoire
- no 7 : piscine Yvonne-Godard[2]